# Аваптук
Аваптук (Авоцптук) (арм. Հավապտուկ (Հավոցպտուկ)) — армянский памятник, который находится в 5 км южнее монастыря Гандзасар в Агдеринском районе Азербайджана, на вершине высокой горы.
Монастырский комплекс состоит из небольшой церкви, притвора и маленькой церквушки. Кроме этих зданий есть ещё остатки других сооружений. Около монастыря находятся 2 кладбища.
Стены церкви монастыря воздвигнуты из неотесанных известковых блоков. Согласно надписям церковь была построена в 1163 году, а восстановлена в 1223 году.
На западной стороне церкви находится небольшое квадратное сооружение без апсиды. Двери этого сооружения и церкви, расположенные в южной части.
На территории монастыря есть хачкары, которые служили надгробными стелами и в основном имеют высоту не более 1 м.